# Arañas infernales
Arañas infernales è un  film di fantascienza del 1966, diretto da Federico Curiel.

## Trama
Degli alieni che ricordano per fattezze dei ragni giganti giunti sulla terra riescono a prendere le sembianze di esseri umani e iniziano ad uccidere politici e altre personalità influenti. Blue Demon interviene e indaga sull'accaduto.